# La canción de Lisboa
La canción de Lisboa, llevada al cine por José Cottinelli Telmo, en 1933, fue la primera película sonora portuguesa que inauguró su principal género cinematográfico, la comedia portuguesa, teniendo como actores principales a António Silva, Beatriz Costa, Manoel de Oliveira y Vasco Santana.

## Producción
En su tiempo, consiguió un gran éxito entre el público, no sólo de Portugal, sino también de sus entonces territorios de ultramar y Brasil. Éste se debía en parte al carácter típicamente portugués de sus personajes y situaciones que permitían a los espectadores identificarse con la película. Las canciones llegaron a ser rápidamente populares, no sólo en esta película, sino también en otros filmes del género. Es por eso por lo que estas comedias constituyen una obra clásica del cine portugués y nunca han sido abandonadas. 
Por considerarse una obra de prestigio, el valor de las entradas fue más caro de lo habitual. Dejando de lado los actores que participaron en ella, muchos otros nombres del arte portugués marcaron su producción. Tres carteles publicitarios fueron concebidos por Almada Negreiros para su promoción. Otra gran participación en esta película fue la de Manoel de Oliveira, entonces un joven en el mundo del cine, que aparece como Carlos, el mejor amigo de Vasco.
Curiosamente, La canción de Lisboa, pilar del cine portugués, no fue realizada por un cineasta sino por un conocido arquitecto, José Cottinelli Telmo, siendo la única película realizada por éste. El empleo del espacio de Lisboa, tanto en escenas de estudio como en escenarios naturales, era de esperar, dada su profesión. Por todas estas razones, La canción del de Lisboa es una obra clásica y, al mismo tiempo, punto de partida de la evolución cinematográfica portuguesa.

## Enredo

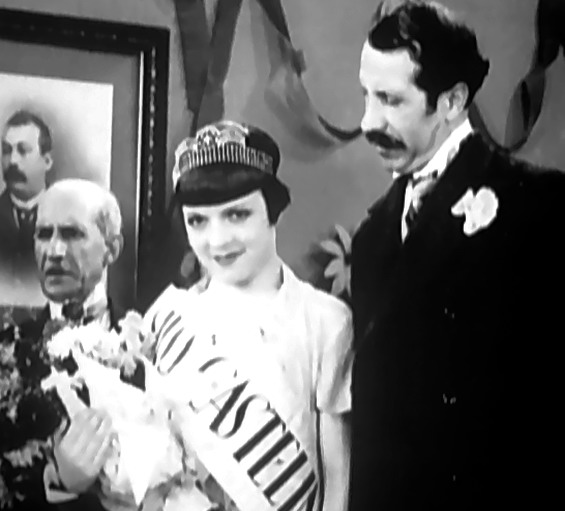
Alice como miss Castelinho.

Vasco Leitão, bohemio estudiante de la facultad de medicina de Lisboa, vive gracias a una paga mensual de sus tías ricas, quienes creen, debido a un rumor esparcido por él, que es doctor y que ejerce en una ríquísima consulta. Ellas, que viven en un pueblo de la región de Trás-os-Montes, nunca han ido a la capital e ignoran la realidad de su sobrino. Es por eso por lo que no saben que él prefiere haraganear y cantar fado. Al ser un conquistador atrevido de chicas, ha cautivado a Alice (Beatriz Costa), una modista del barrio de los Castelinhos, cosa que no agrada a su padre, el sastre Caetano (António Silva), quien conoce su verdadera situación. El azar es constante en la vida de Vasco a través de sus peripecias. El mismo día en el que suspende su examen de fin de curso recibe una carta de sus tías en la que le anuncian su visita para conocer Lisboa y admirar las riquezas que dice tener su sobrino.

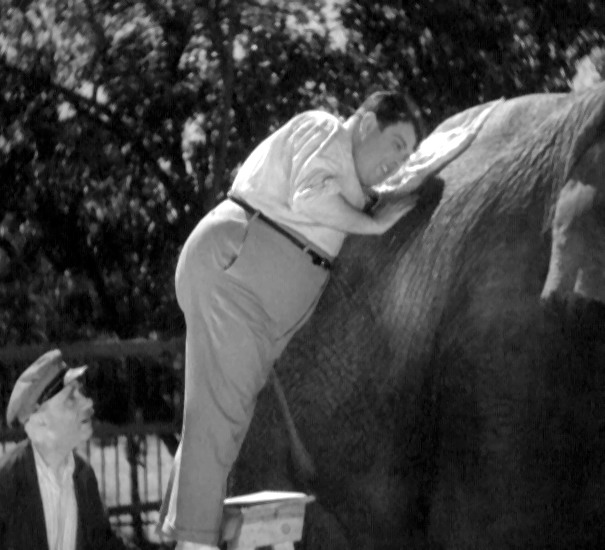
"Diga 33. No, usted es muy grande... diga antes 33.333".

Llegadas a la Lisboa, sus tías son atracadas por unos ladrones y se desmayan. Incitado por Quinquinhas, Vasco se ve obligado a transportarlas en un vehículo taurófilo. Al despertar y percibir dicho transporte, se sienten indignadas y molestas. Para calmar la situación, Vasco se alía con Caetano, quien les miente diciendo que Vasco es un erudito y doctor excelente. El protagonista desconoce que el sastre actúa con el interés de enriquecerse, como el zapatero, que se une con él para desheredarlo. 
Las tías, desconfiadas, descubren el engaño de Vasco al ver que no tiene ninguna consulta para mostrarles y las lleva a un parque zoológico, donde es confundido con el veterinario y va visitando todos los animales, puesto que cada consulta son 20 escudos, junto al señor Carneiro, un empleado del zoo.

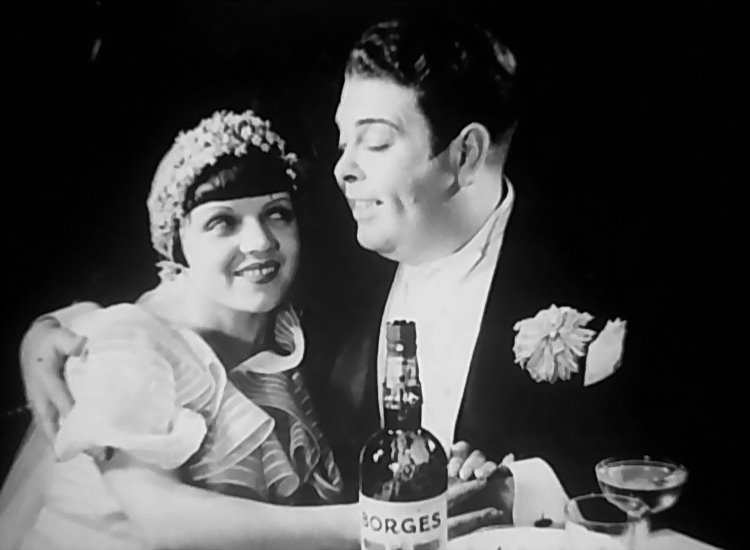
Boda de Vasco con Alice.

Así, sin la riqueza de las tías, se percata de su miseria y, ayudado por su gran amigo Carlos, organiza su retirada del fado, ocupando Alexandrino su puesto. Es aclamado como fadista y como estudiante al presentarse de nuevo al examen de medicina, donde aprueba con 20 puntos, hace las paces con sus tías y se casa con Alice.

## Musical
En 2005 Filipe La Féria adaptó la película para una obra teatro musical. La Féria recreó en su escenografía el ambiente típico de la Lisboa de los años 30, donde no faltan sus sastres, fados, fadistas, marchas populares, edificios, marineros y otras cosas que caracterizan La canción de Lisboa de José Cottinelli Telmo y que absorben la esencia de dicha ciudad.
Esta musical se basa en el diálogo de Alberto Barbosa, José Galhardo y Vasco Santana y tiene música de Raúl Ferrão y Raúl Portela, con figurantes de Vitor Pavão dos Santos y un elenco con más cincuenta actores, bailarines y músicos entre los cuales están la cantante Anabela, António Leal, David Ventura, Joel Branco, al lado de la gran Manuela María, que interpreta a una de tías de Vasco, Miguel Dias (Vasco), Nuno Guerreiro (Caetano), Rosa Areia, la actriz Sofía Duarte Silva (Alice), Tatiana Baló, Tiago Diogo e Inês Santos.